# Armée des Trois Garanties

Drapeau de l'Armée des Trois Garanties.

L'Armée des Trois Garanties (en espagnol : Ejército Trigarante or Ejército de las Tres Garantías) est, à la fin de la guerre d'indépendance du Mexique, le nom donné à l'armée après l'unification des troupes espagnoles dirigées par Agustín de Iturbide et les troupes insurgées mexicaines de Vicente Guerrero, consolidant ainsi l'indépendance du Mexique vis-à-vis de l'Espagne.
Le décret créant cette armée figure dans le plan d'Iguala, qui énonce les « trois garanties » qu'elle est censée défendre : la religion, l'indépendance et l'unité.